# 2017 en philosophie
Chronologie de la philosophie
- 2013
- 2014
- 2015
- 2016
- 2017
- 2018
- 2019
- 2020
- 2021

L’année 2017 a été marquée, en philosophie, par les événements suivants :

## Publications
- Cerveau et méditation : dialogue entre le bouddhisme et les neurosciences, de Matthieu Ricard
- Jean-Louis Chrétien, Fragilité, Minuit
- Francis Wolff, Trois utopies contemporaines, Fayard
- De Michel Onfray :
  - Décoloniser les provinces : contribution aux présidentielles,
  - Fixer les vertiges : les photographies de Willy Ronis,
  - La Cour des Miracles. Carnets de campagne,
  - Miroir du nihilisme : Houellebecq éducateur,
  - Nager avec les piranhas,
  - Tocqueville et les Apaches,
  - Vivre une vie philosophique :Thoreau le sauvage.

## Commémorations
- 12 juillet : bicentenaire de la naissance de Henry David Thoreau, essayiste, enseignant, philosophe, naturaliste amateur et poète américain.

## Décès
- 22 avril : Miguel Abensour, philosophe français, né en 1939, mort à 78 ans.